# Ава Евагрије
Ава Евагрије Понтски (грч. Εὐάγριος ὁ Ποντικός; 346—399) био је православни богослов, византијски филозоф и монах.

## Биографија
Родио у граду Ивору близу Понта Евксинског. Још од младости је упознао велике светитеље тог времена – Василија Великог, Григорија Ниског и Григорија Богослова. Под њиховим утицајем развијао се у духу и познањима о вери и животу у Исусу Христу.
Паладије, његов ученик, по Сократу у Лавсаику пише следеће (гл.78): „Родом је био из Понта, из града Ивора, син презвитера. Свети Василије, кесаријски епископ га је поставио за чтеца цркве у Аргосу. По престављењу светог епископа Василија, његов брат, Свети Григорије, ниски епископ, који је стекао апостолску славу, мудар, бестрасан и веома знаменит ученошћу, беше обратио пажњу на способност Евагрија и рукоположи га за ђакона. Дошавши, затим, са њим на велики Цариградски сабор, свети епископ Григорије га остави код блаженог епископа Нектарија као веома искусног у побијању свих јереси. И поче се он прослављати у великом граду.
У Лавсаику даље стоји да се као млад заљубио у девојку из угледне куће. Усрдно се молио Богу да га одвоји од ње. Кратко време после молитве којом је предупредио грех на делу, пред њега је у виђењу стао анђео у одећи епарховог војника, ухватио га и повео на суд. Затим га је бацио у тамницу, ставивши му врат у железне окове и свезао му руке гвозденим ланцима. Они који су га посећивали нису му говорили о узроку затварања, а сам је, мучен савешћу, помишљао да га је женин муж предао суду. Њему се чинило да се ту спроводило суђење и другим лицима због истог преступа. Због тога се он налазио у крајњој смутњи и страху. Тада је анђео узео облик његовог блиског пријатеља и дошао да га посети. Ушавши наводно врло жалостан и оскорбљен због тога што његов друг трпи окове и седи закључан међу четрдесет преступника, он је рекао: „Oче ђаконе. Зашто те тако бешчасно држе међу преступницима?“ Он му је одговорио: „3аиста не знам. Претпостављам да ме је из безумне љубоморе тужио неки епарх. Бојим се да је он поткупио градоначелника и да ће ме подврћи тешкој казни“. Његов наводни друг му је рекао: „Ако хоћеш да послушаш свог друга, саветовао бих ти да се удаљиш из овог града зато што ти, како видим, није корисно да живиш у њему“. Евагрије мује рекао: „Ако ме Бог ослободи ове беде, и ако ме ти затим видиш у Цариграду, нека ме подвргну још већој казни“. Пријатељ му је рекао: „Ако је тако, донећу Јеванђеље. Ти ћеш се на њему заклети да ћеш се удаљити из овога града и постати монах и ја ћу те избавити из ове беде“. Евагрије је рекао: „3аклећу се као што хоћеш, само ме избави из ове мрачне рупе“. Пријатељ је затим донео Јеванђеље и тражио заклетву. Евагрије се на Јеванђељу заклео да ће у граду остати само један дан да би своје ствари пренео до брода. Тиме се завршило виђење. Уставши у узбуђењу, он је расуђивао: „Иако је дата у вансебном стању, заклетва је ипак заклетва“. Ни мало не часећи, он је све што је имао пренео на брод и отпловио у Јерусалим. Ту се обукао у монашко одело и био примљен код блажене Меланије Римљанке .
Тамо је добио грозницу и био тешко болестан шест месеци. Када су га напустили лекари, не налазећи начина да га излече, блажена Меланија мује рекла: „Чини ми се да твоја болест није једноставна, чедо моје. Кажи ми да ли имаш шта на души“. Он јој је признао све што се десило у Цариграду. Меланија му је рекла: „Дај ми пред Богом реч да ћеш се решити на монашки живот, па ћу се ја, иако грешница, помолити Господу да ти продужи дане ради покајања и ис прављења срца“. Кад јој је обећао, она се помолила и Евагрије је оздравио након неколико дана. По оздрављењу, она му је сама набавила монашко одело. Обукавши се у њега, он се упутио у Египат где је две године живео на Нитријској гори, а затим се удаљио у пустињу .
Четрнаест година проживео је у месту званом Келије, хранећи се хлебом и водом и, понекад, малом количином јелеја. Пред смрт је говорио: „Већ три године ме није узнемиравала телесна похота. Када и после тако строгог живота, после толиких неуморних подвижничких трудова и непрестаног бдења на молитви, мрзилац добра и демон погибли тако напада праведника, колико тек од њега и од свог немара трпе лењиви људи!“

## Евагријева дела
Саставио је преко сто молитава; написао три књиге, Огихире, тј. кратке изреке у виду стихова или прича; [спис] Монах или делатне поуке, и Препоречник, тј. о борби са демонима и страстима“.
О Евагријевим делима Сократ пише: „Он је написао врло добре књиге. Једну од њих је назвао Монах, или о делању; другу Гностик, или о човеку који се удостојио знања, која је подељена на педесет поглавља; трећу Препоречник, која представља избор [изрека] из Божанственог Писма против демона-кушача, подељена на осам делова, сагласно броју помисли. Осим тога, он је оставио 600 питања о будућности и још две књиге написане у стиховима – једну за монахе који живе у општежићима, а другу – девственици. Онај ко буде читао те књиге, видеће колико су дивне“.
Созомен (6. књ. 30. гл.) о поменутом Амонију наводи да је припадао „Дугој браћи“, да је достигао висину мудрољубља и да је био веома учен, прочитавши књиге Оригена, Дидима и других духовних писаца. Затим додаје да је са њим често разговарао мудри Евагрије, „муж учен и силан умом и речју, и особито способан да разликује помисли које воде ка врлини и пороку, те да подстиче на развитак првих и удаљавање од других. Уосталом, какав је био на подручју учености, показаће дела која је оставио. Његова нарав се, како говоре, одликовала умереношћу. Он је био толико далек од сујете и гордости да га заслужене похвале нису надимале, као што га ни незаслужене увреде нису огорчавале. Мудрољубљу и Светом Писму он се учио код назијанског епископа Григорија. Све док он беше предстојатељ Цариградске цркве, Евагрије му прислуживаше као архиђакон. Лицем је био пријатан и вољаше да се раскошно одева. Приметивши његово познанство са својом женом, један од велможа се запали љубомором и хоћаше да га убије. Кад је замисао већ била близу дела, Бог Евагрију за време сна шаље страшно али спасоносно виђење“. Даље Созомен не предлаже ништа особито.
У Патрологији се налазе сви сачувани Евагријеви списи. На првом месту: Поглавља о делатном животу Анатолију. Можемо претпоставити да је то заправо остатак књиге коју историчари називају Монах. Поглављима претходи кратко писмо Анатолију као увод. Затим следи 71 поглавље – поуке из делатног подвижништва. После њих следи Делатно слово у 100 поглавља. Међутим, како је већи део тих поглавља идентичан са оних 71, ми ћемо навести само оне које су различите. Укупно њих има 100.
Даље у Патрологији следи спис који се у Добротољубљу јасније назива: Обрис монаштва којим се излаже како се треба подвизавати и безмолствовати. Исто је и у грчком Добротољубљу. Затим следе 33 поглавља Последовање. Њихов садржај је огледавање духовног у видљивом. Па 25 поглавља по азбучном реду. То су афоризми о духовним предметима. Уз њих иду других 27 изрека, премда не по азбучном реду. После тога следи спис O 8 порочних помисли, један део древне књиге Препоречник.
Његов посебни метафизички и теолошки систем, болује од Оригенове неоплатонске и гностичке заблуде. Због свог учења Евагрије Понтијски је и осуђен са Оригеном и Дидимом на Петом Васељенском Сабору 553. године у Цариграду . Познатих 15 антиоригенистичких теза из те осуде тачку по тачку погађају Евагријево учење, особито оне које се тичу његове Христологије, што и чини језгро његовог заблудног учења. Ни Евагрије, као ни Ориген, није осетио централно место у Хришћанској вери и животу управо Христа Оваплоћеног, и то на сву вечност.
Ова је осуда, разумљиво, имала велики значај за даљу судбину Евагријевих дела и његовог даљег утицаја. Ипак, извесни утицај његов постојао је и даље, и на Истоку и на Западу. Од Евагрија је остајало и утицај вршило само оно што је у његовој аскетици и мистиви било здраво и корисно за духовни живот, као што се то најбоље види напр. код Светог Максима Исповедника, који има оригеновско-евагријевских мотива, али нема ни једну њихову настраност или заблуду.
Евагријева основна заблуда је била у својеврсној пренаглашеној „мистици ума“, у интелектуализму и спиритуализму, који су били више јелинско филозофски него хришћански.